# Zöld Toll díj
A Zöld Toll díjat 2004-ben alapította a környezetvédelmi és vízügyi miniszter, a környezet védelme érdekében kiemelkedő teljesítményt nyújtó újságíróknak. 
Három kategóriában osztják ki a díjat:
- I. írott sajtó (ideértve az internetes portálokat)
- II. televízió
- III. rádió

A díjjal kategóriánként minden évben egy-egy különleges kivitelű, aranyozott, névre szóló Zöld Toll, valamint bruttó 250 000 Ft pénzjutalom jár, melyet a környezetvédelmi és vízügyi miniszter nyújt át minden év júniusában, a Környezetvédelmi világnap alkalmából.

## Díjazottak

### 2015
Archiválva 2018. szeptember 15-i dátummal a Wayback Machine-ben
- Panulin Ildikó
- Szenner Mónika Anett
- Vida István

### 2014
- Csávás Sándor
- Lévai András
- Vass Krisztián

### 2013
- Jókuthyné Fehérváry Krisztina, a Magyar Demokrata hetilap Zöld Jövő mellékletének szerkesztője
- Beregi-Nagy Edit, a Lánchíd Rádió szerkesztő műsorvezetője
- A Zöld Tea Televíziós Ökomagazin alkotói csoportja
- Szegvári Zoltán

### 2012
- Dénes Zoltán, a Magyar Nemzet újságírója
- Kovács Anita, a Lánchíd Rádió újságírója
- Dr. Tóth István Zoltán, az  MTVA kommunikációs igazgatója

### 2011
- Gmoser Zoltán, a Magyar Televízió Híradójának riportere
- Hollós László, a  Duna TV szerkesztője, a  Geo-Ökofilm Bt. főszerkesztője
- Tax Ágnes, a Környezetvédelem  c. lap  felelős szerkesztője

### 2010
- Csepe Erika, a Népszava újságírója
- Czifra Szilvia, a Magyar Rádió Zöldövezet c. műsorának szerkesztő-riportere
- Simon Tamás, az Origo Tudomány rovatának vezetője

### 2009
- a  Duna  TV Talpalatnyi  Zöld  c. műsorának szerkesztősége
- a  Metropol c. lap szerkesztősége
- Zsolt  Melinda, az Index újságírója
- Bihari  Dániel, a  Figyelőnet újságírója

### 2008
- a Klubrádió Hírszerkesztősége
- Lázin  Miklós  András, a  Magyar  Hírlap újságírója
- Benke György, a Vízpart c. újság nyugalmazott szerkesztője
- Dorogi Gabriella, a tv2  Napló című műsorának riportere

### 2007
- Nyéki Zsolt, a Kelet-Magyarország szerkesztő-újságírója
- Szilágyi A. János, a Magyar Hírlap újságírója (posztumusz)
- Mangel Gyöngyi Klára, a Magyar Rádió szerkesztő–riporter-műsorvezetője
- Magyar RTL Televízió Zrt. – Híradó szerkesztősége

### 2006
- Németh István Gergely, a Hulladéksors szakmai magazin felelős szerkesztője (megosztva)
- Szőke Margit, a Békés megyei Hírlap újságíró-szerkesztője (megosztva)
- a tv2 Napló című műsor szerkesztősége
- az Inforádió Belpolitikai rovata

### 2005
- Csutorás Róbert, a Magyar Televízió Rt. Híradó főszerkesztőség szerkesztő-riportere
- Kruppa Márton, a Magyar Távirati Iroda Rt. újságírója
- Németh Ákos, a Danubius Rádió szerkesztő-riportere

### 2004
- Hargitai Miklós, a Népszabadság újságírója
- a televíziós kategóriában nem hirdettek győztest
- Sarkadi Péter, a Magyar Rádió munkatársa